# Rencontres musicales africaines 2022
Rema 2022 est la cinquième édition des Rencontres musicales africaines, qui s'est tenue à Ouagadougou, au Burkina Faso, du 1er au 3 décembre 2022. Cette édition avait pour thème «Musique africaine, un nouvel écosystème: Acteurs, métiers, outils». Présidé par Idrissa Nassa, homme d'affaires burkinabè, l'événement a réuni des participants de 17 pays et une centaine de professionnels du secteur musical.

## Contexte
L'émergence de l'industrie du disque au début du 20e siècle a conduit à l'apparition de nouvelles professions dans le secteur de la musique, faisant de la musique un produit de consommation de masse. Aujourd'hui, la révolution digitale entraîne des changements importants qui affectent les acteurs, les métiers et les outils de l'industrie musicale. Ces changements se sont accompagnés d'une crise de l'industrie phonographique, caractérisée par une baisse des ventes de CD et une augmentation de la musique à la demande. Les technologies numériques et l'accès généralisé à l'internet modifient les stratégies des acteurs et le comportement des consommateurs, redéfinissant le paysage économique actuel. Dans ce contexte, il est essentiel que les acteurs de l'industrie musicale s'approprient le thème des REMA 2022: «Musique africaine, un nouvel écosystème: Acteurs, métiers, outils».

## Déroulement
Le programme de cet événement comprend une soirée d'accueil, appelée Rema Welcome Night, ainsi qu'une consultation ophtalmologique. La cérémonie d'ouverture s'est déroulée le 13 octobre 2022 à Canal Olympia Ouaga 2000. La cérémonie de clôture a eu lieu le 15 octobre 2022 au rond-point des Martyrs, monument dédié aux héros nationaux, et a été accompagnée d'un grand concert. Cette cinquième édition se déroule dans plusieurs lieux de Ouagadougou, notamment la Cour du Naaba,l'Institut Goethe, le Rond-point des Martyrs, le Canal Olympia Ouaga 2000, l'Institut français et l'Hôtel des Conférences.
L'événement est présidé par Idrissa Nasa, fondateur du groupe Coris Holding, et placé sous le patronage de  Valérie Kaboré, ancienne ministre de la communication, de la culture, des arts et du tourisme. Il est également parrainé par l'artiste ivoirien Salif Traoré, connu sous le nom d'A’Salfo, lead vocal du groupe Magic System, et coparrainé par l'homme d'affaires Daouda Soré. Le budget de l'événement est estimé à près de 100 000 euros, soit plus de 65 000 000 de francs CFA.

## Pays invités
Cette édition réunit 17 pays et 100 professionnels de la musique à Ouagadougou.

## Innovations
L'événement comprend une exposition des partenaires de l'Institut français, ainsi que des speed meetings entre acteurs culturels burkinabé et internationaux avec la participation de maisons de disques. Plusieurs sessions de formation sont également prévues, notamment à l'intention des éditeurs et des community managers, ainsi que des performances scéniques. L'édition de cette année des REMA introduit également un volet festival, qui est l'une des nouveautés.
Contrairement aux éditions précédentes, les REMA de cette année proposeront trois panels animés par des intervenants du Burkina Faso,  de la Côte d’Ivoire, du Rwanda, du Cameroun et de la France.
En outre, deux prix spéciaux sont décernés : le premier à Gaou Production, dirigé par A'Salfo, parrain de l'événement, pour son Festival des musiques urbaines d'Anoumabo, et le second au chanteur burkinabé Issoufou Compaoré, qui fête ses cinquante ans de carrière.

## Programmation artistique
| Artistes           | Pays de provenance               |
| ------------------ | -------------------------------- |
| Francesco Nchikala | République démocratique du Congo |
| Vieux Farka Touré  | Mali                             |
| Safiath            | Niger                            |
| Baba Commandant    | Burkina Faso                     |
| Damo K             | Niger                            |
| Ahene MMA          | Ghana                            |
| Eunice Goula       | Burkina Faso                     |
| Jean Louis Mbe     | Cameroun                         |

## Impact
Les REMA ont conduit à la création d'une fédération des producteurs et des acteurs de la musique. Cette fédération prévoit de formaliser son existence en 2022, avec un siège établi au Burkina Faso. L'initiative a pour objectif de promouvoir l'organisation de grands événements musicaux à travers l'Afrique.